# Diederik Simon
Diederik Simon, född den 10 april 1970 i Bloemendaal i Nederländerna, är en nederländsk roddare.
Han tog OS-silver i åtta med styrman i samband med de olympiska roddtävlingarna 2004 i Aten.